# Khử nitơ

Chu trình nitơ.

Khử nitơ là một quá trình tạo điều kiện thuận lợi cho vi sinh vật, trong đó nitrat được phân giải và cuối cùng tạo ra nitơ phân tử (N2) thông qua một loạt các sản phẩm khí nitơ oxit trung gian. Vi khuẩn kỵ khí tùy ý thực hiện khử nitơ như là một loại hô hấp làm oxy hóa nitơ để đáp ứng với quá trình khử của một chất chẳng hạn như chất hữu cơ. Các chất hợp chất nitơ nhận điện tử ưu tiên theo thứ tự về nhiệt động lực học bao gồm nitrat (NO3−), nitrit (NO2−), nitơ monoxit (NO), dinitơ monoxit (N2O) cuối cùng dẫn đến việc tạo ra khí nitơ (N2) hoàn thành chu trình nitơ. Vi khuẩn khử nitơ đòi hỏi nồng độ oxy rất thấp dưới 10%, cũng như hợp chất hữu cơ cho năng lượng. Kể từ khi biết khử qua trình nitơ có thể loại bỏ NO3−, giảm khả năng leaching xuống nước ngầm, quá trình này có thể được sử dụng hiệu quả để xử lý nước thải hoặc dư lượng chất thải động vật có hàm lượng hợp chất nitơ cao. Sự khử nitơ có thể làm rò rỉ N2O, một chất làm suy giảm tầng ozon và là  một khí nhà kính có thể ảnh hưởng đến sự nóng lên toàn cầu.
Quá trình này được thực hiện chủ yếu bởi vi khuẩn dị dưỡng (như Paracoccus denitrificans và các loài thuộc pseudomonads khác nhau),  mặc dù các nhóm khử nitơ tự dưỡng cũng đã được xác định (ví dụ, Thiobacillus denitrificans). Các sinh vật này được đại diện trong tất cả các nhóm phát sinh loài chính. Nói chung một số loài vi khuẩn tham gia vào việc khử hoàn toàn nitrat thành N2, và có nhiều hơn một con đường enzym đã được xác định trong quá trình khử.
Khử trực tiếp nitrat thành amoni là một quá trình được gọi là khử nitrate không hòa tan thành amoni (Dissimilatory nitrate reduction to ammonium) hoặc DNRA, điều cũng có thể với các sinh vật có gen nrf. Điều này ít phổ biến hơn so với khử nitơ trong hầu hết các hệ sinh thái như một phương pháp khử nitrat. Các gen khác được biết đến trong các vi sinh vật phá vỡ hợp chất nitơ-oxy bao gồm nir (men khử nitrit) và nos (men khử diniơ monoxit) trong số những sinh vật khác; sinh vật được xác định là có các gen này bao gồm Alcaligenes faecalis, Alcaligenes xylosoxidans, có nhiều trong chi Pseudomonas, Bradyrhizobium japonicum, và Blastobacter denitrificans.

## Tổng quan

### Một nửa phản ứng
Khử nitơ thường tiến hành thông qua một số kết hợp của một nửa các phản ứng sau, với enzym xúc tác phản ứng trong dấu ngoặc đơn:
- NO3− + 2 H+ + 2 e−→  NO2− + H2O  (men khử Nitrat)
- NO2− + 2 H+ +  e− →  NO + H2O  (men khử Nitrit)
- 2 NO + 2 H+ +  2 e− →  N2O + H2O (men khử Nitơ monoxit)
- N2O + 2 H+ +  2 e− → N2 + H2O  (men khử Dinitơ monoxit)

Quá trình hoàn chỉnh có thể được biểu diễn dưới dạng phản ứng khử oxy hóa cân bằng, trong đó nitrat (NO3−) được khử hoàn toàn thành nitơ (N2):
- 2 NO3− + 10 e− + 12 H+ → N2 + 6 H2O

### Điều kiện khử nitơ
Trong tự nhiên, khử nitơ có thể xảy ra ở cả hai hệ sinh thái trên cạn và biển.  Thông thường, khử nitơ xảy ra trong môi trường thiếu oxy, nơi nồng độ oxy hòa tan và tự do có sẵn bị cạn kiệt. Trong các khu vực này, nitrat (NO3−) hoặc nitrit (NO2−)  có thể được sử dụng như một chất nhận điện tử đầu cuối thay thế thay cho oxy (O2), một chất nhận điện tử thuận lợi hơn. Chất nhận điện tử là một hợp chất được giảm số oxy hóa trong phản ứng bằng cách nhận electron. Ví dụ về môi trường thiếu oxy có thể bao gồm đất, nước ngầm, đất ngập nước, bể dầu mỏ, những nơi thông khí kém của đại dương và trầm tích đáy biển.
Hơn nữa, khử nitơ có thể xảy ra trong môi trường có oxy. Có thể quan sát thấy các hoạt động của sinh vật khử ở các vùng bãi triều, nơi các chu kỳ thủy triều gây ra sự biến động nồng độ oxy trong trầm tích ven biển cát. Ví dụ, các loài vi khuẩn Paracoccus denitrificans tham gia vào quá trình khử nitơ trong cả hai điều kiện oxy và anoxic đồng thời. Khi tiếp xúc với oxy, vi khuẩn có thể sử dụng men khử dinitơ monoxit, một loại enzym xúc tác cho bước khử nitrat cuối cùng. Sinh vật khử hiếu khí chủ yếu là vi khuẩn Gram âm trong ngành Proteobacteria. Các enzym NapAB, NirS, NirK và NosZ nằm trong periplasm, một không gian rộng giáp với tế bào chất và màng ngoài trong vi khuẩn Gram âm.
Khử nitơ có thể dẫn đến một tình trạng gọi là phân đoạn đẳng hướng trong môi trường đất. Hai đồng vị ổn định của nitơ, N14 và N15 đều được tìm thấy trong các trầm tích. Đồng vị nhẹ hơn của nitơ, N14, được ưu tiên trong quá trình khử nitơ, để lại đồng vị nitơ nặng hơn, N15 trong chất còn lại. Lựa chọn này dẫn đến sự phổ biến N14 trong sinh khối hơn so với N15. Hơn nữa, sự phong phú tương đối của N14 có thể được phân tích để phân biệt sự khử nitơ ngoài các quá trình khác trong tự nhiên.

## Sử dụng trong xử lý nước thải
Khử nitơ thường được sử dụng để loại bỏ nitơ từ nước thải. Nó cũng góp phần quá trình được xây dựng trong vùng đất ngập nước và các khu vực ven sông để ngăn ngừa ô nhiễm nước ngầm với nitrat do sử dụng phân bón hóa học nông nghiệp quá mức. Các lò phản ứng sinh học bằng gỗ đã được nghiên cứu từ những năm 2000 và có hiệu quả trong việc loại bỏ nitrat ra khỏi nông nghiệp và thậm chí cả phân chuồng.
Sự khử trong điều kiện thiếu oxy cũng có thể xảy ra thông qua quá trình được gọi là quá trình oxy hóa amoni kỵ khí (anammox):
NH4+ + NO2− → N2 + 2 H2O
Trong một số nhà máy xử lý nước thải, một lượng nhỏ methanol, ethanol, axetat, glycerin, hoặc các sản phẩm độc quyền được thêm vào nước thải để cung cấp nguồn cacbon cho vi khuẩn khử nitơ. Quá trình khử nitơ cũng được sử dụng trong xử lý nước thải công nghiệp. Nhiều loại thiết bị và kiểu lò phản ứng khử nitơ có sẵn trong thương mại cho các ứng dụng công nghiệp, bao gồm lò phản ứng sinh hóa điện (EBRs), lò phản ứng sinh học màng (MBRs) và các lò phản ứng sinh học đất (MBBRs).
Khử nitơ hiếu khí, được thực hiện bởi các sinh vật khử hiếu khí, có thể cung cấp khả năng loại bỏ nhu cầu cho các bình chứa riêng biệt và giảm năng suất bùn. Có ít yêu cầu độ kiềm nghiêm ngặt hơn vì độ kiềm tạo ra trong quá trình khử nitơ có thể bù đắp một phần cho mức tiêu thụ kiềm trong quá trình nitrat hóa.